# (200319) 2000 FE20
(200319) 2000 FE20 es un asteroide perteneciente al cinturón de asteroides descubierto el 29 de marzo de 2000 por el equipo del Lincoln Near-Earth Asteroid Research desde el Laboratorio Lincoln, Socorro, Nuevo México, Estados Unidos.

## Designación y nombre
Designado provisionalmente como 2000 FE20.

## Características orbitales
2000 FE20 está situado a una distancia media del Sol de 2,983 ua, pudiendo alejarse hasta 3,291 ua y acercarse hasta 2,675 ua. Su excentricidad es 0,103 y la inclinación orbital 11,86 grados. Emplea 1882,19 días en completar una órbita alrededor del Sol.

## Características físicas
La magnitud absoluta de 2000 FE20 es 15,1. Tiene 4,787 km de diámetro y su albedo se estima en 0,102. 